# LA Money
LA Money è un singolo della cantante finlandese Alma, pubblicato il 12 giugno 2020 come secondo estratto dal primo album in studio Have U Seen Her?.

## Descrizione
Seconda traccia dell'album, LA Money è stata scritta dalla stessa interprete insieme a Justin Tranter, Nicholas Gale e Sarah Hudson, ed è stata prodotta da Andrew Wyatt con i Digital Farm Animals.

## Video musicale
Il video musicale è stato reso disponibile il 15 maggio 2020.

## Tracce
Download digitale – Acoustic
1. LA Money (Acoustic) – 2:24

## Formazione
- Alma – voce
- Andrew Wyatt – produzione
- Digital Farm Animals – produzione
- Chris Gehringer – mastering
- Șerban Ghenea – missaggio

## Classifiche
| Classifica (2020) | Posizione massima |
| ----------------- | ----------------- |
| Polonia           | 76                |